# (9638) Fuchs
(9638) Fuchs (1994 PO7) – planetoida z pasa głównego asteroid okrążająca Słońce w ciągu 3,73 lat w średniej odległości 2,4 j.a. Odkryta 10 sierpnia 1994 roku.